# Пріскакара
Priscacara — вимерлий рід  окуневих з еоцену. Скам'янілості цієї риби зазвичай зустрічаються в формації Green River в штаті Вайомінг (США). Пріскакари, ймовірно, жили в прісній воді річок і озер, харчуючись маленькими істотами, такими, як равлики, краби, креветки, і пуголовки. Взагалі, описано від двох до трьох видів: P. liops, P. pealei і P. serrata.

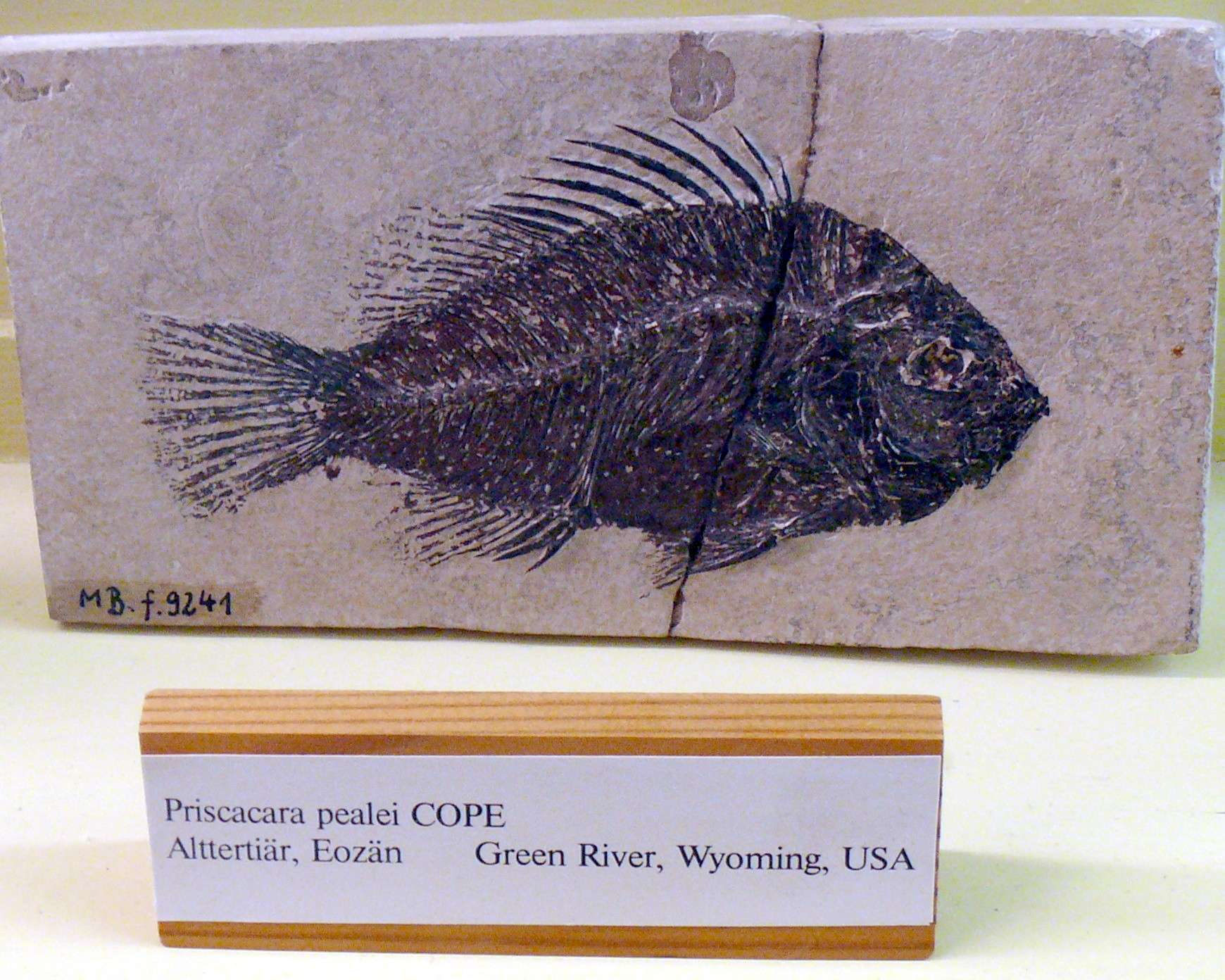
Priscacara pealei

Priscacara liops

## Ресурси Інтернета
- Вікісховище має мультимедійні дані за темою: Пріскакара
- Priscacara
- Bildersammlung auf www.antarefossils.com